# ریوردیل (نبراسکا)
ریوردیل(به انگلیسی: Riverdale) شهری در ایالت نبراسکا کشور ایالات متحده آمریکا است که جمعیت آن در سرشماری سال ۲۰۱۰ میلادی، ۱۸۲ نفر بوده‌است.